# 培风塔 (普宁)
23°27′22″N 116°13′44″E / 23.455978°N 116.228807°E
培风塔位于中国广东省普宁市洪阳镇后坑村，俗称乌犁塔，是一座清代所建砖土混合结构仿楼阁式塔，1989年6月被列为广东省文物保护单位。
培风塔建于清乾隆七年（1742年），为八角七级砖土混合结构仿楼阁式塔，高36米，塔基边长9.8米，塔梯为壁内折上式。塔身用三合土夯筑而成。首层每边长3.9米、墙厚2.55米。每层以砖叠涩出檐，塔刹为铁铸宝葫芦状。。